# Pedro Vergara
Pedro Vergara (Porto Alegre, 18 de junho de 1895 — Rio de Janeiro, 29 de julho de 1979) foi um político brasileiro. Exerceu o mandato de deputado federal constituinte pelo Rio Grande do Sul em 1946.